# Admiral (Schmetterling)

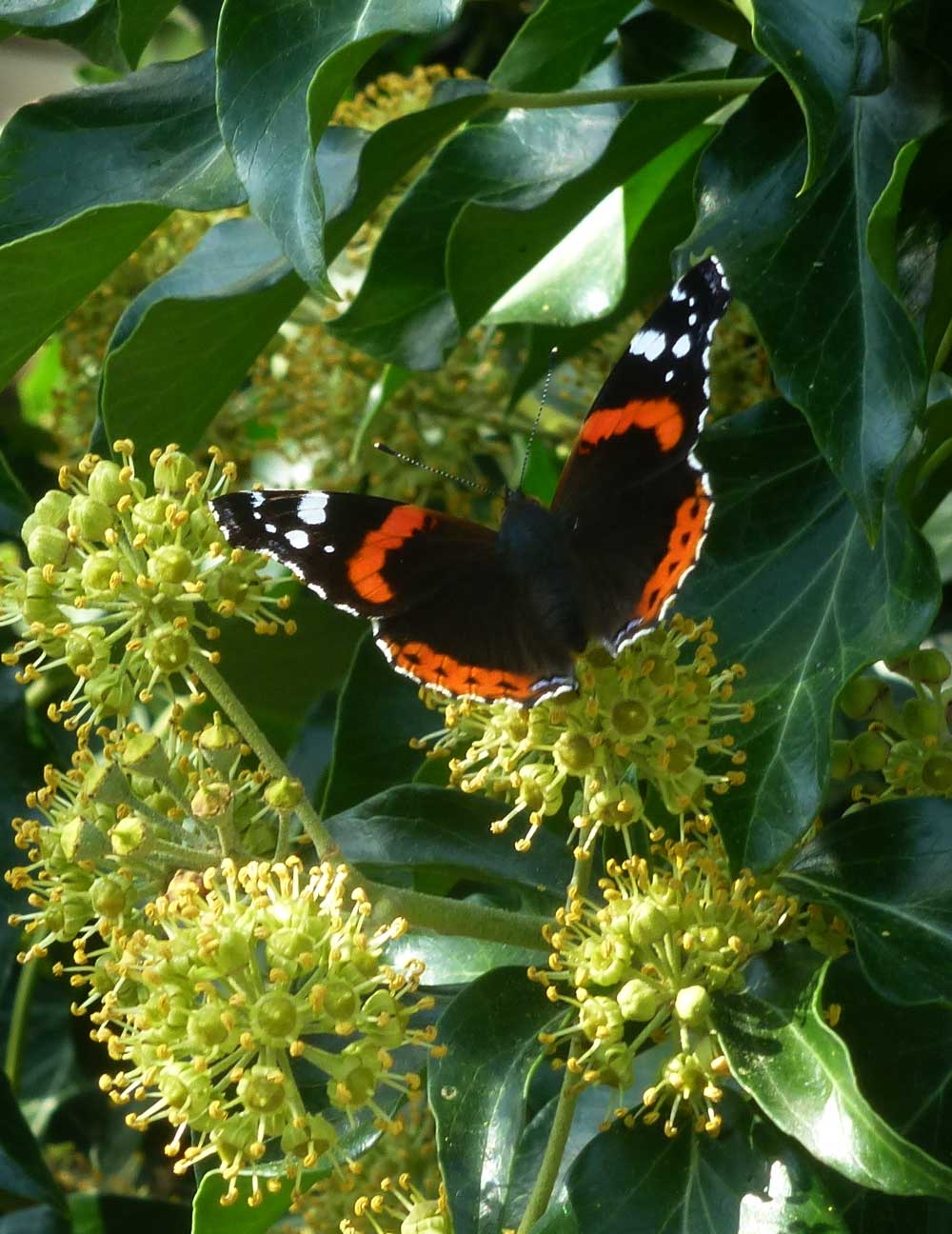
Admiral auf Blütenstand von Efeu

Der Admiral (Vanessa atalanta, Syn.: Pyrameis atalanta) ist ein weit verbreiteter Schmetterling der nördlichen Hemisphäre aus der Familie der Edelfalter (Nymphalidae). Das Artepitheton atalanta leitet sich von Atalanta, einer Jägerin aus der griechischen Mythologie, ab.

## Beschreibung

### Imagines
Die Falter erreichen eine Flügelspannweite von 55 bis 65 Millimetern. Sie haben samtig schwarze Vorderflügeloberseiten, auf denen etwa in der Mitte eine breite gezackte ziegelrote Binde verläuft. Die Weibchen haben in dieser fast immer einen kleinen weißen Fleck. Die tiefschwarzen Spitzen der Vorderflügel tragen einen großen weißen Balken und mehrere kleine weiße Flecken. Die Hinterflügel sind ebenfalls tief schwarzbraun gefärbt und tragen eine breite orangerote Binde am Flügelaußenrand. In dieser verläuft in der Mitte eine schwarze Punktreihe und im Hinterwinkel ein länglicher blauer Fleck. Am äußersten Rand aller vier Flügel verläuft eine sehr dünne weiße Linie, die kurz durch schwarze Punkte unterbrochen wird.
Bei der nordamerikanischen Unterart V. atalanta rubria ist der weiße Balken deutlich kleiner, manchmal nur halb so groß. Kein eindeutiges Merkmal zur Diagnose ist die schmalere rote Binde auf Vorder- und Hinterflügel.
Die Unterseite des Vorderflügels entspricht der Oberseite, außer dass der Bereich zwischen Apex und den weißen Flecken hell- und dunkelbraun marmoriert ist, zwei bläuliche Linien oder große blaue Flecken sich zwischen der Zelle und dem subapikalen weißen Flecken befinden. Außerdem ist das rote Band dunkler und der Innenrand unregelmäßiger.
Die Hinterflügelunterseite ist in verschiedenen Brauntönen mit rötlichen, schwarzen und violetten Einsprengungen marmoriert. Ein weißer oder gelblicher Fleck mittig am Vorderrand hebt sich gut vom restlichen dunklen Flügel ab, am Außenrand verläuft eine unscharf begrenzte graue Binde. An diesen grenzt im Inneren Verlauf eine weiße, graue oder braune Randlinie an, die sowohl über die Hinterflügeloberseite als auch die Hinterflügelunterseite verläuft. Direkt daneben grenzt eine dünne weiße Linie an, die je nach Lichteinfalls- und Blickwinkel weiß bis türkis erscheint (wobei Weiß den Regelfall darstellt).

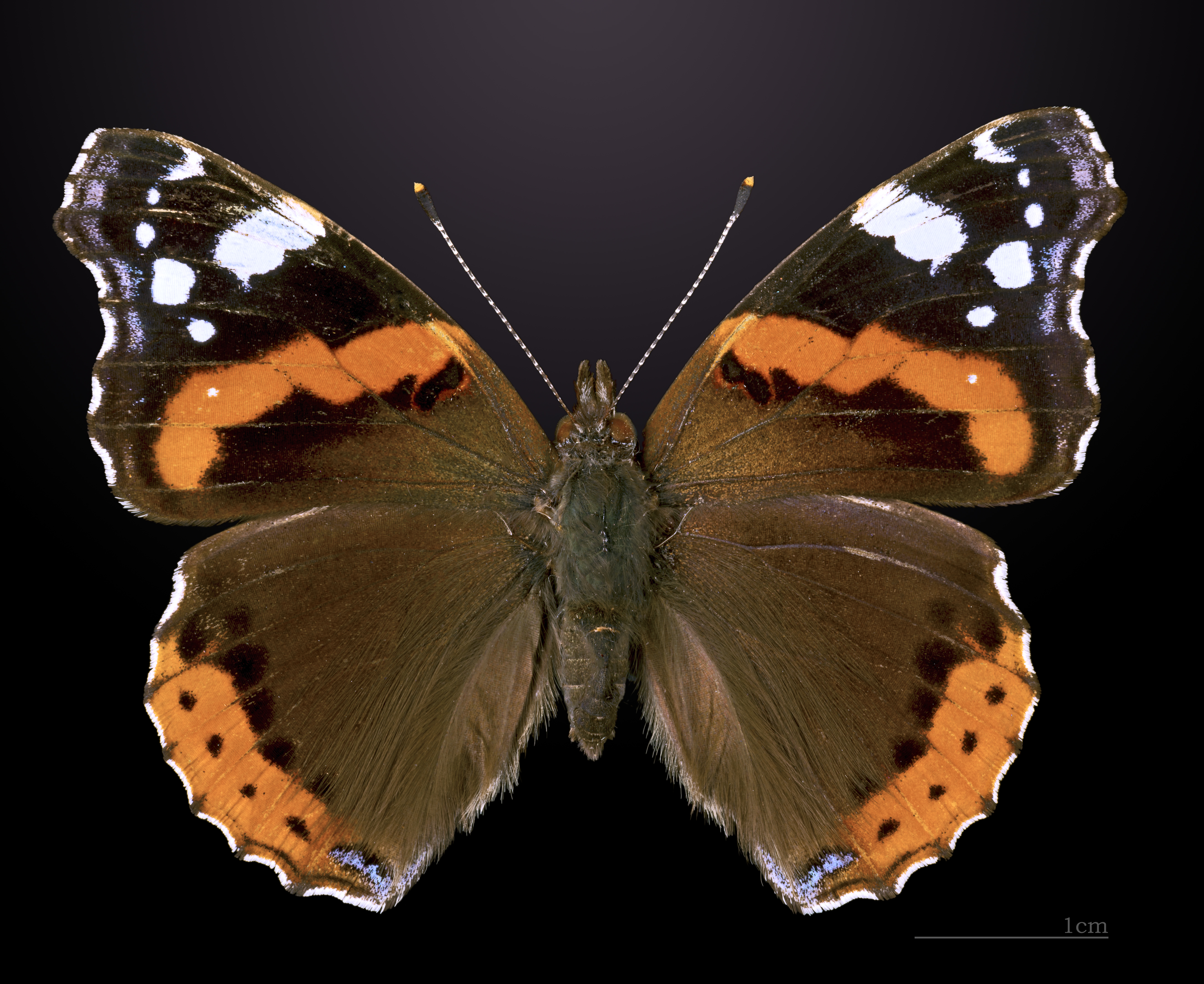
Imago als Präparat, Flügeloberseite
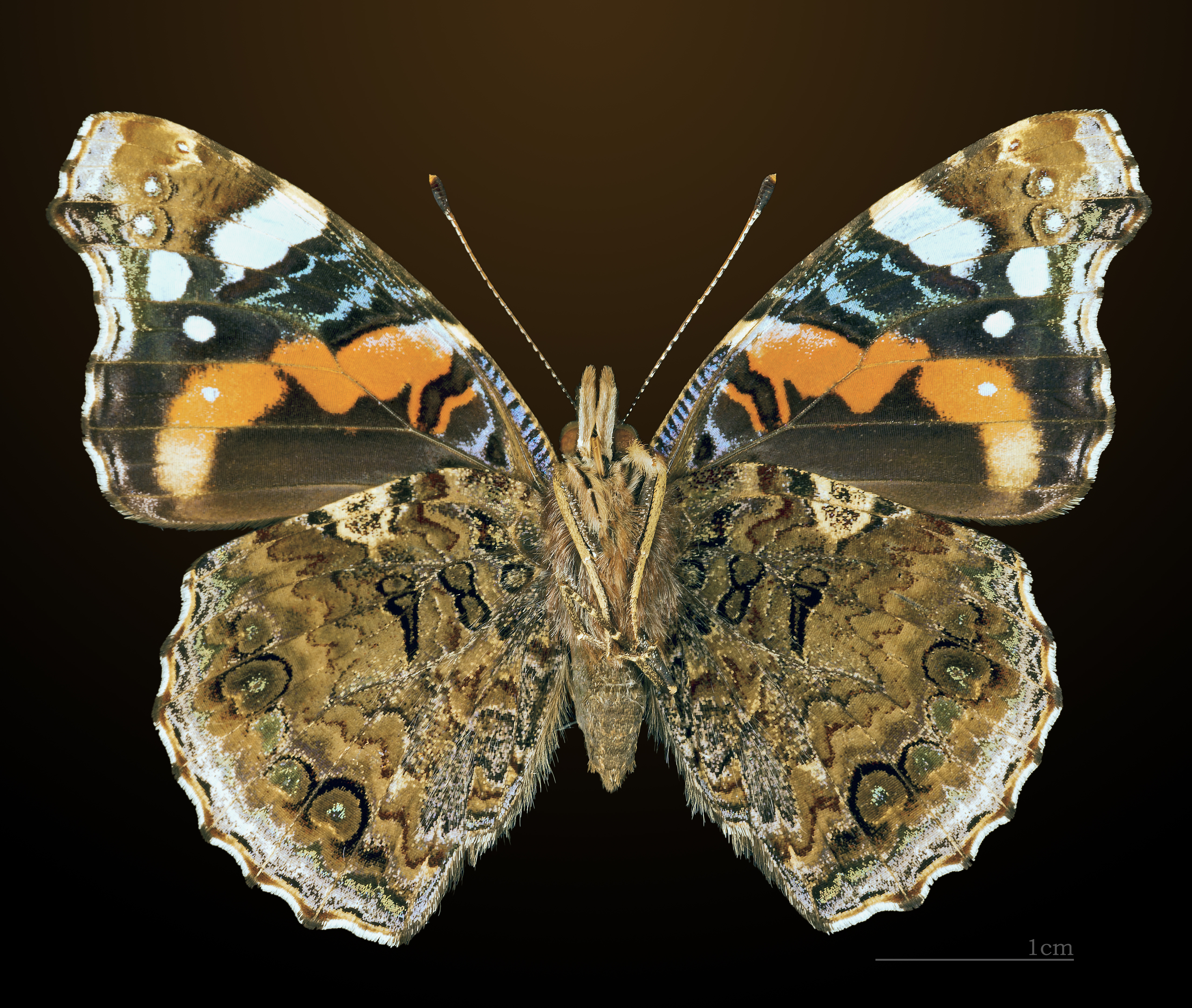
Imago als Präparat, Flügelunterseite
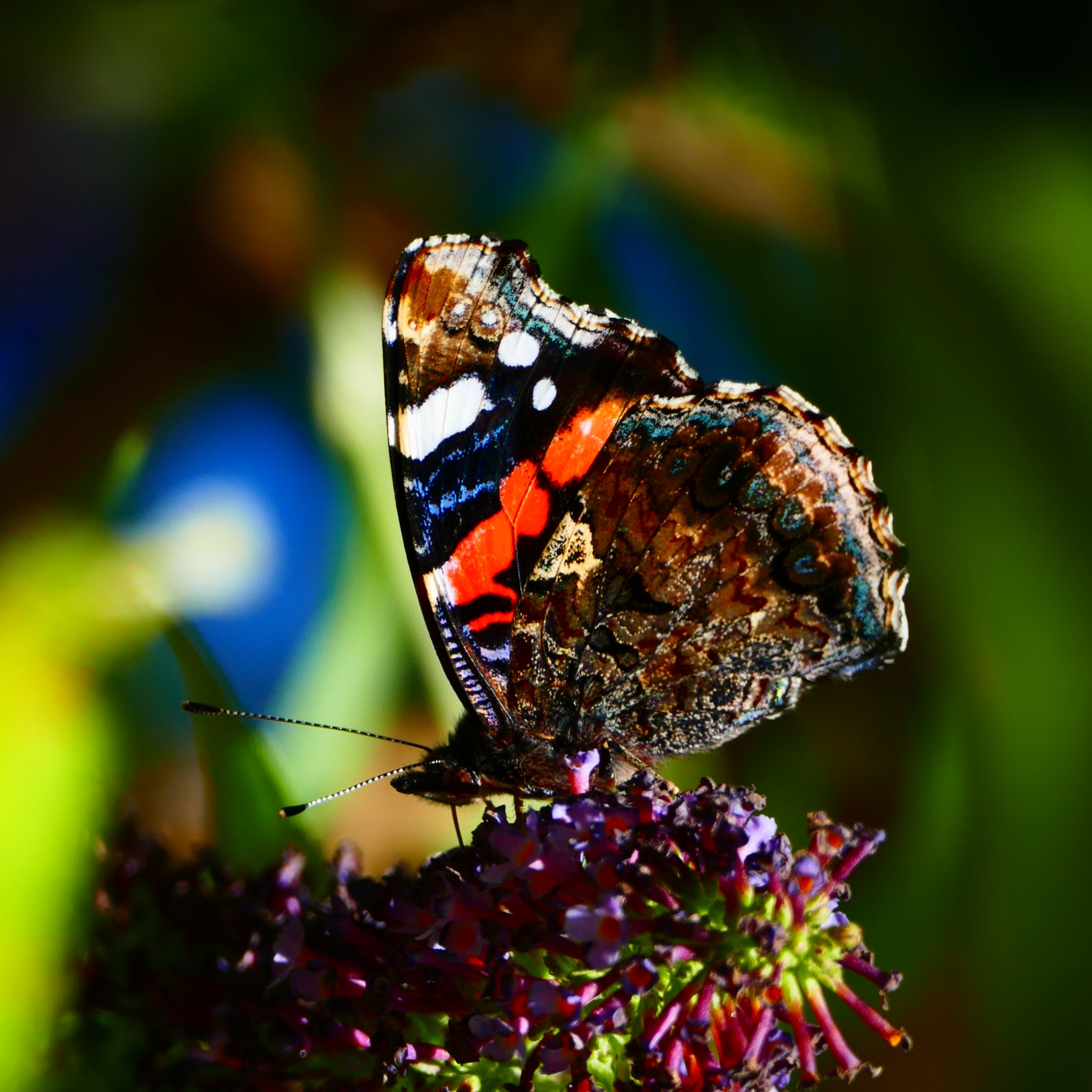
Türkis schimmernde Schuppen auf der Flügelunterseite sind nur aus einem bestimmten Blickwinkel erkennbar
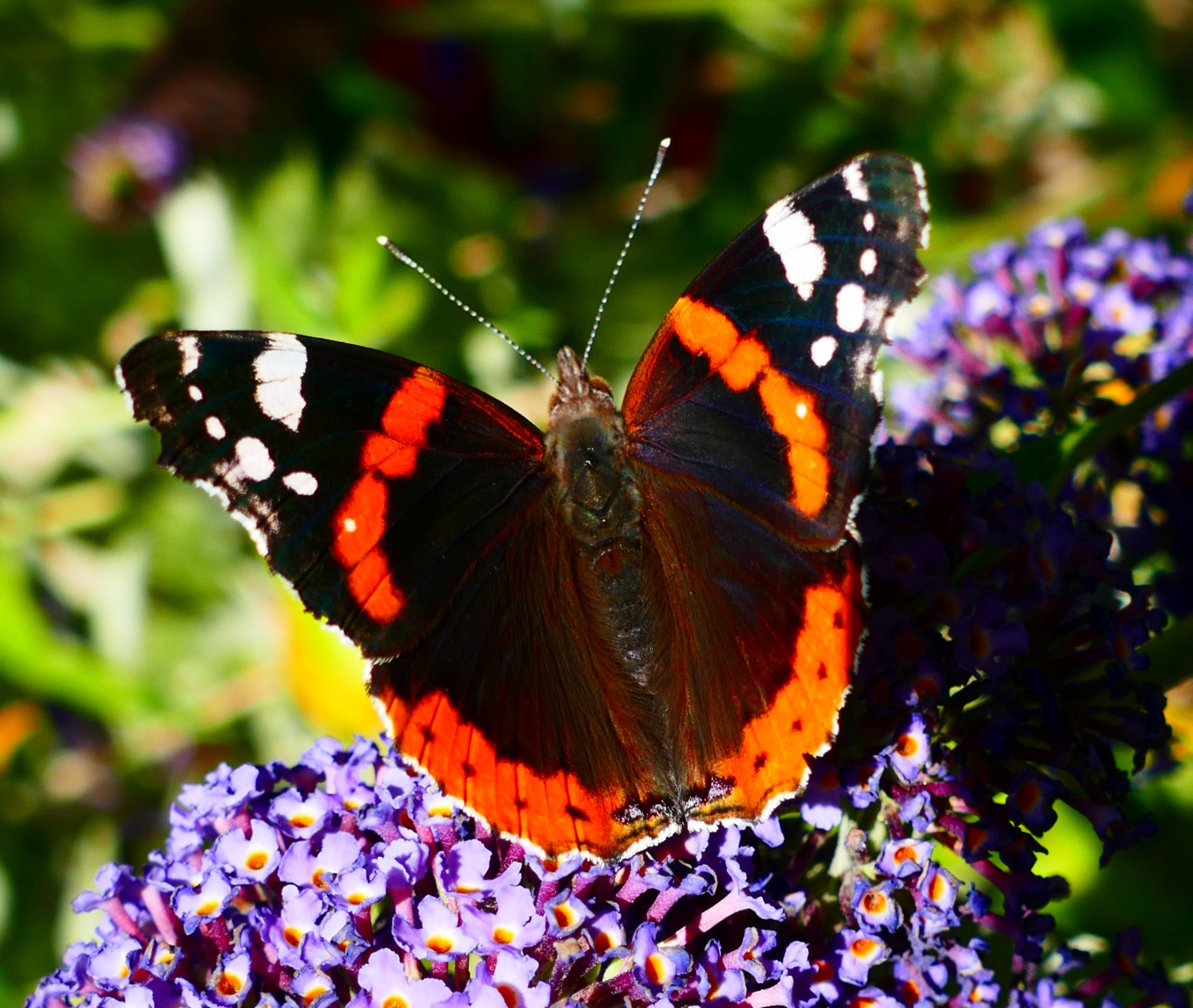
Weibchen, erkennbar an den weißen Punkten im roten Band auf den Vorderflügeln
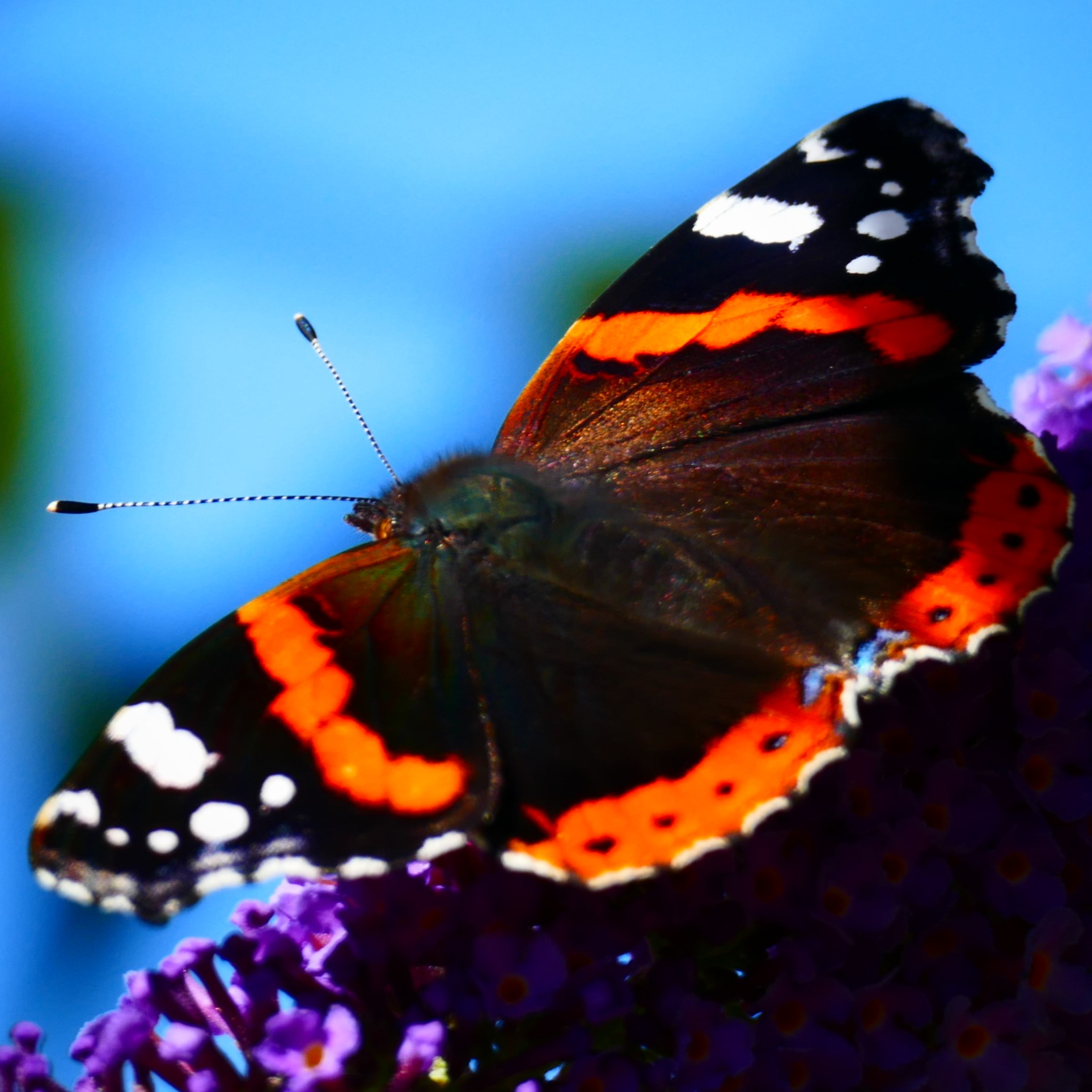
Männchen, erkennbar an den fehlenden weißen Punkten im roten Band auf den Vorderflügeln

#### Variationen
Vom Admiral sind zahlreiche Aberrationen (Abweichungen) bekannt. Die Farbe der roten Binden variiert von gelb über orange bis Karminrot und sie kann auf dem Vorderflügel durch schwarze Schuppen unterbrochen sein. Ebenso ist die Zahl der weißen Flecken nicht konstant.

## Lebenszyklus

### Raupe
Die bedornten Raupen werden etwa 40 Millimeter lang. Sie sind in ihrer Färbung je nach Herkunftsgebiet der Eltern variabel, grundsätzlich aber grau-braun bis schwarz gefärbt und haben oft an den Seiten eine Fleckreihe aus unterschiedlich großen grünlichgelben Flecken. Manchmal fehlen diese Flecken aber völlig. Die Kopfkapsel ist schwarz oder bei blasseren Raupen braun.

### Puppe
Die Stürzpuppe ist grau-braun oder rot-grau oder wenn die Raupe hell war, grün-grau mit bronzenem Schimmer, und mit einem Netz feiner dunkler Linien überzogen. Auf der Bauchseite, die golden gesprenkelt ist, verläuft links und rechts eine Reihe kegelförmiger goldener Ausstülpungen.

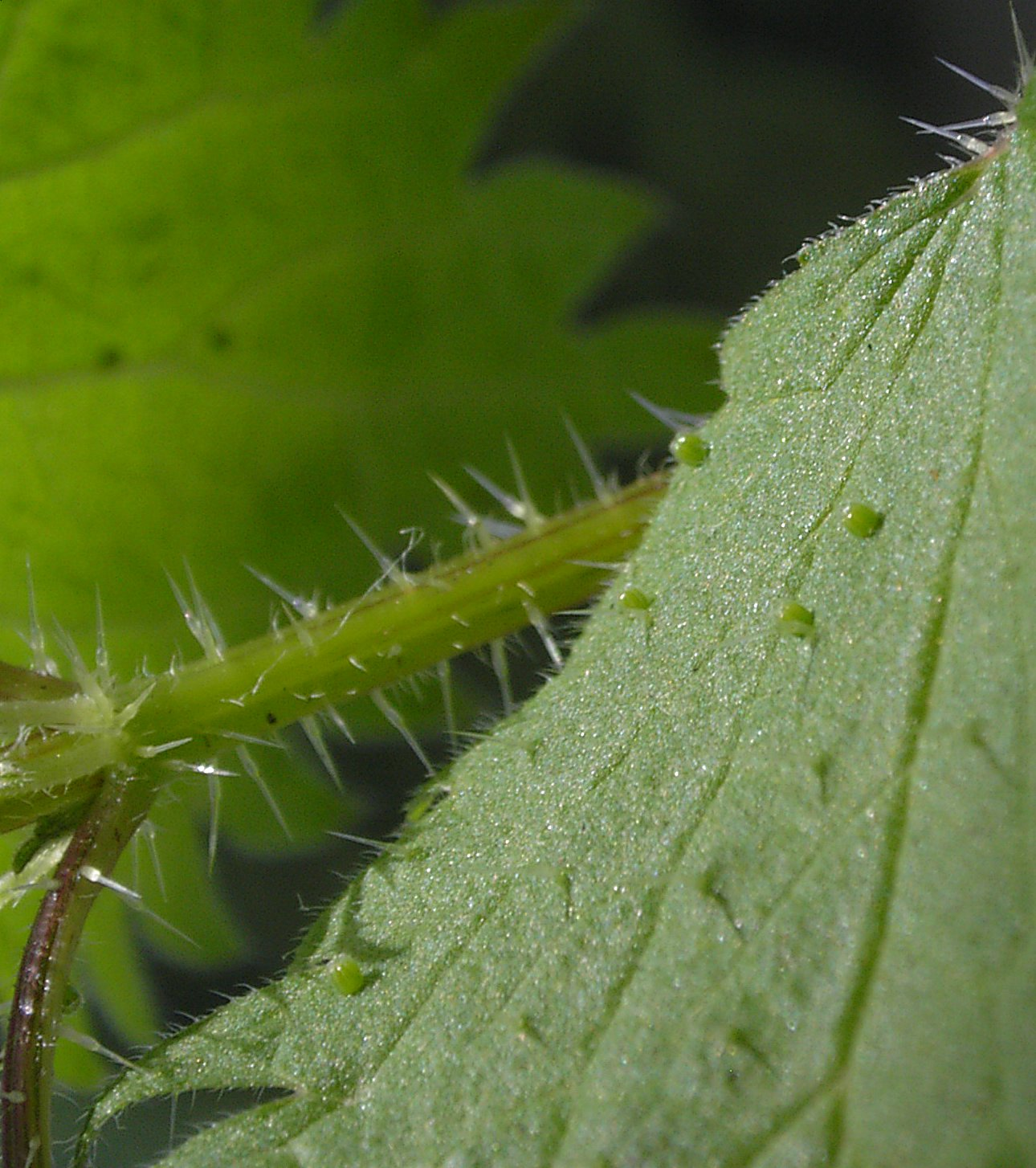
Eier an Blattunterseite einer Brennnessel
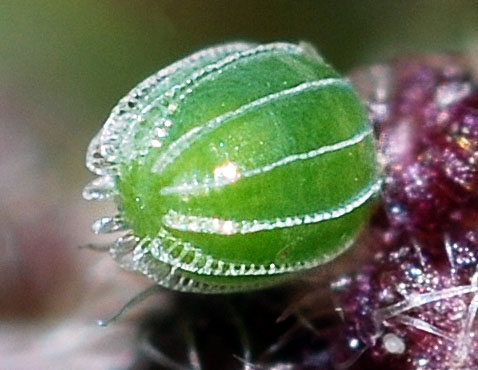
Einzelnes Ei
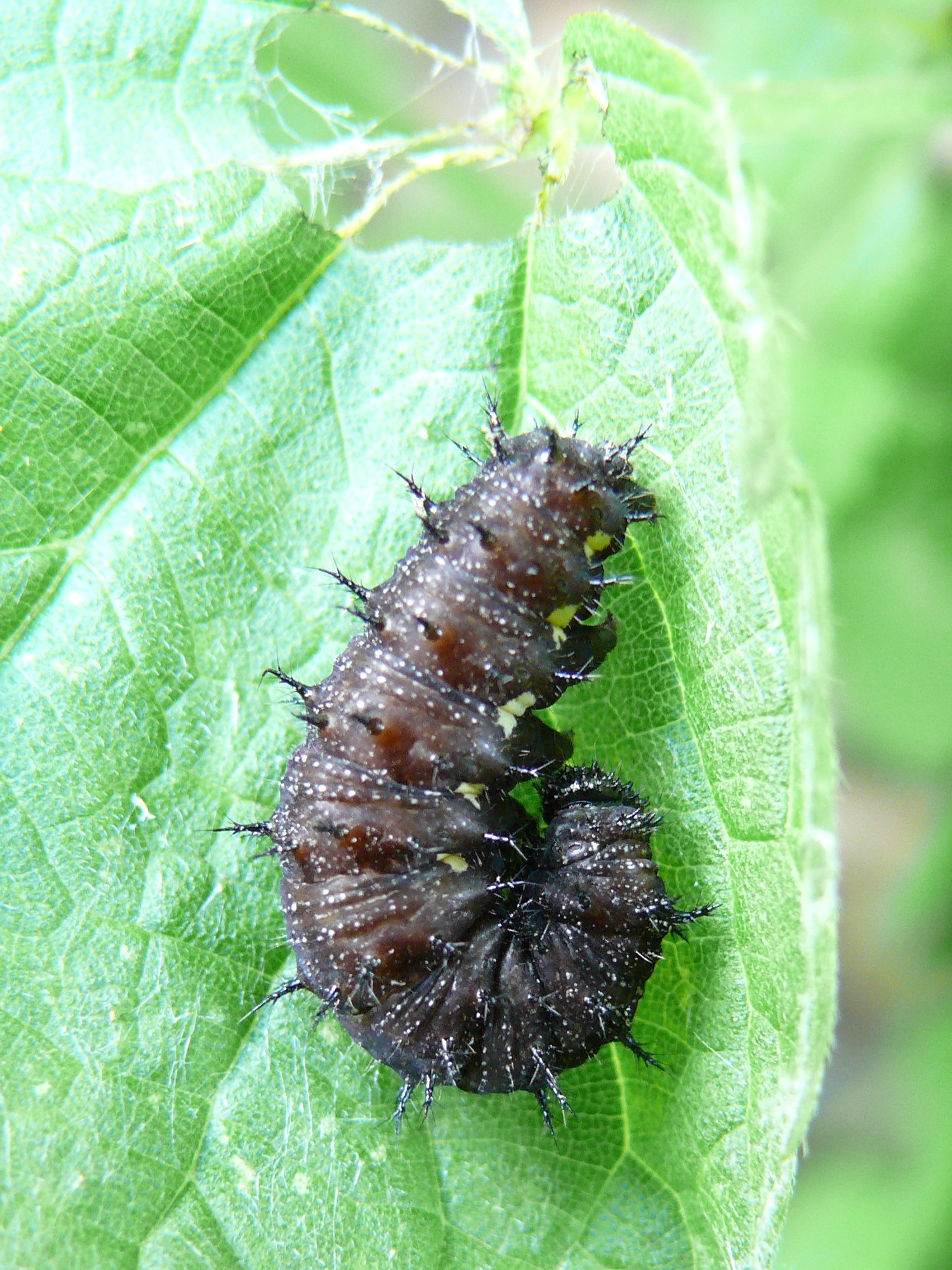
Raupe in (hier entrollter) Blatttüte
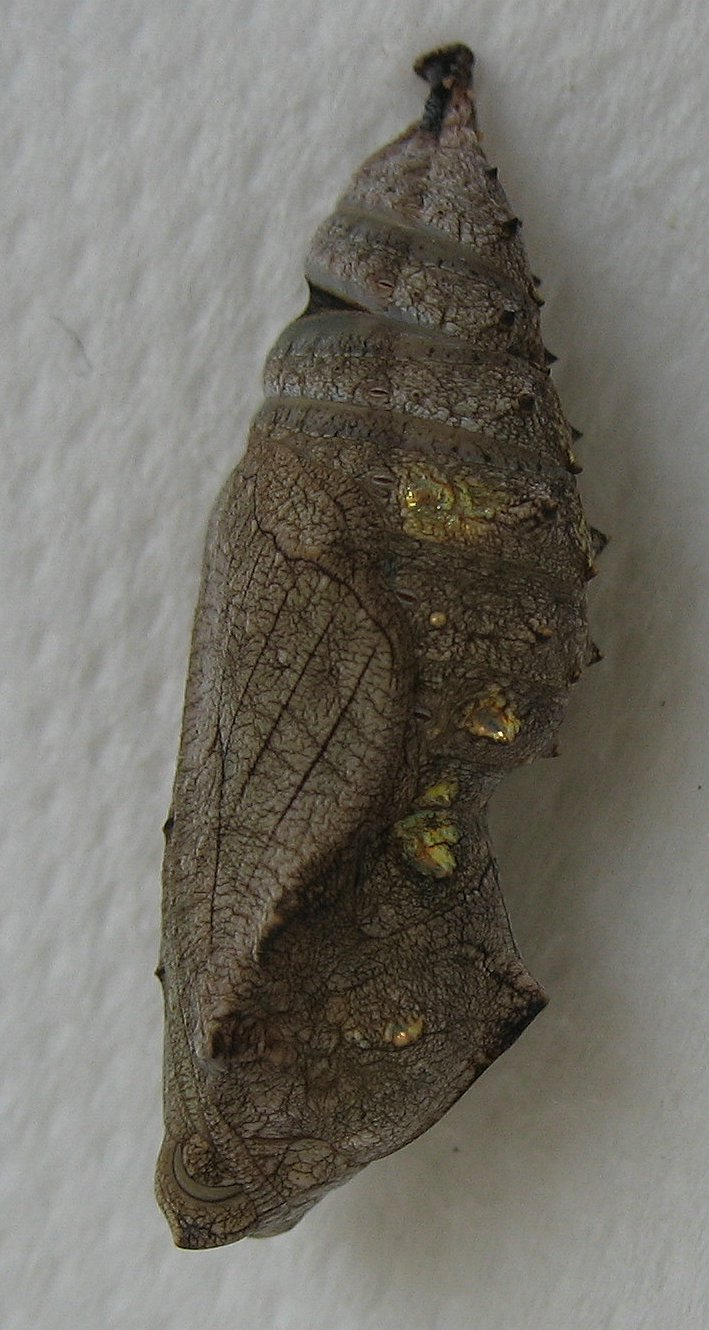
Puppe

- Raupe, die ihr Nest auf Brennnesselblättern baut
- Verpuppung der Raupe
- Schlupf des Schmetterlings

## Vorkommen
Der Admiral ist sowohl nearktisch als auch palaearktisch verbreitet und kommt mit der Unterart V. atalanta rubria in Nordamerika von der arktischen Tundra bis Guatemala und den Großen Antillen vor, die Nominatart V. atalanta atalanta in Nordwestafrika von Marokko bis Tunesien, auf allen Mittelmeerinseln und von Westeuropa über ganz Europa, Kleinasien, den Kaukasus bis in den Westen Asiens in Westsibirien, das nördliche Tian Shan, den Dsungarischen Alatau, den Altai und das Sajangebirge.
Stark von Wanderungen hängt das Vorkommen in den nördlichen Breiten in Eurasien (Irland, Großbritannien, Fennoskandinavien, Sibirien) und Nordamerika (Alaska und nördliches Kanada) ab. In Eurasien erreichen die Falter den 60. Breitengrad und werden dadurch in Sibirien weit entfernt ihrer üblichen gebirgigen Habitate angetroffen. Ganz von Wanderungen abhängig ist das Vorkommen der Falter auf Island. Etabliert hat sich der Admiral auf Hawaii, Neuseeland, Bermuda, den Azoren und den Kanaren. Man findet ihn bis in eine Höhe von 2500 Metern.
In jedem Gebiet leben speziell an das regionale Klima angepasste Populationen, die innerhalb eines klimatisch ähnlichen Gebiets im Frühjahr nach Norden und im Herbst nach Süden wandern. Um die Jahrtausendwende haben sich die bis dahin bevorzugten Flugrouten geändert und die Falter sind in Mitteleuropa zunehmend heimisch geworden. Die südeuropäischen Populationen fliegen heute nicht mehr nach Mitteleuropa, sondern innerhalb des Mittelmeerraums nach Norden und vor allem in die Gebirge. Mitteleuropäische Populationen fliegen im Norden bis Südskandinavien und im Herbst wieder in ihre Überwinterungsgebiete zurück. Diese liegen hier vor allem in Südwestdeutschland und in Ostfrankreich. Die Nordgrenze der ständigen Verbreitung verläuft in Europa derzeit von Südengland und Dänemark nach Rügen. Zu Beginn des 21. Jahrhunderts ist der Einflug aus Süd- nach Mitteleuropa anscheinend vollständig zum Erliegen gekommen.
Aus Nordamerika sind auch große Wanderungen bekannt. Die Tiere erreichen im Sommer Alaska und das nördliche Kanada und streuen bis Island.
Die bekannten Wanderfalter leben in verschiedenen Lebensräumen wie Wäldern, auf landwirtschaftlich genutztem Gelände, aber auch in Gärten und im Siedlungsgebiet.

## Flugzeiten und Fortpflanzung

### Flugzeiten und Paarungsverhalten
Die Falter fliegen in Mitteleuropa von Mai bis Oktober, sie leben dabei in bis zu drei Generationen jährlich. An warmen Tagen im Winter können auch vereinzelt überwinternde Falter angetroffen werden, wobei die Tiere in der Regel erst bei stärkerem Frost sterben.
Die Paarung erfolgt in der Regel im Spätherbst oder Frühwinter nach der gemeinsamen Wanderung in südliche Regionen mit wärmerem Klima. Die Hauptwirtspflanze des Admirals, die Brennnessel, ist während dieser Wanderung am häufigsten anzutreffen. Die Larven entwickeln sich während des Winters, und die erwachsenen Tiere werden erstmals im zeitigen Frühjahr gesichtet. Die neue Generation der erwachsenen Tiere wandert vor der Paarung nach Norden, da das Nahrungsangebot im späten Frühjahr in der Regel abnimmt. Während der Wanderung fliegt der Admiral in großen Höhen, wo er von schnellen Winden getragen wird, die weniger Energie benötigen.
Die Männchen warten für die Paarung hauptsächlich vom Nachmittag bis zum Abend auf erhöhten Stellen wie Hügeln, Büschen oder Dächern auf Weibchen, die später dort vorbeikommen.
Die Weibchen legen ihre blassgrünen Eier einzeln an halbschattig stehenden Futterpflanzen ab. Die junge Raupe spinnt aus jungen Blättern oder deren Teilen ein Nest zusammen. Die ältere Raupe beißt Blattstiele durch und spinnt die Blätter zu den typischen auffälligen Blatttüten zusammen, in denen sie lebt. Die Blätter der Röhre werden von der Spitze her gefressen und erst verlassen, wenn die Raupe sie so weit zerfressen hat, dass sie ihr keinen ausreichenden Schutz mehr bietet. Sie verpuppt sich ebenfalls in ihrem Versteck.
In Nordamerika fliegen in Colorado zwei Generationen von Ende Juni bis Anfang August und von Ende August mit Überwinterung bis zum kommenden Mai. Vier oder mehr Generationen über fast das ganze Jahr gibt es im südlichen Texas, Florida und in den niederen Lagen Kaliforniens.

### Massenvermehrungen
Fallweise wurde von massenhaftem Auftreten (Gradation) der Raupen des Admiralfalters berichtet, wobei die Raupen jedoch sowohl für Menschen und Tiere als auch für Nutzpflanzen harmlos sind.

## Ernährung

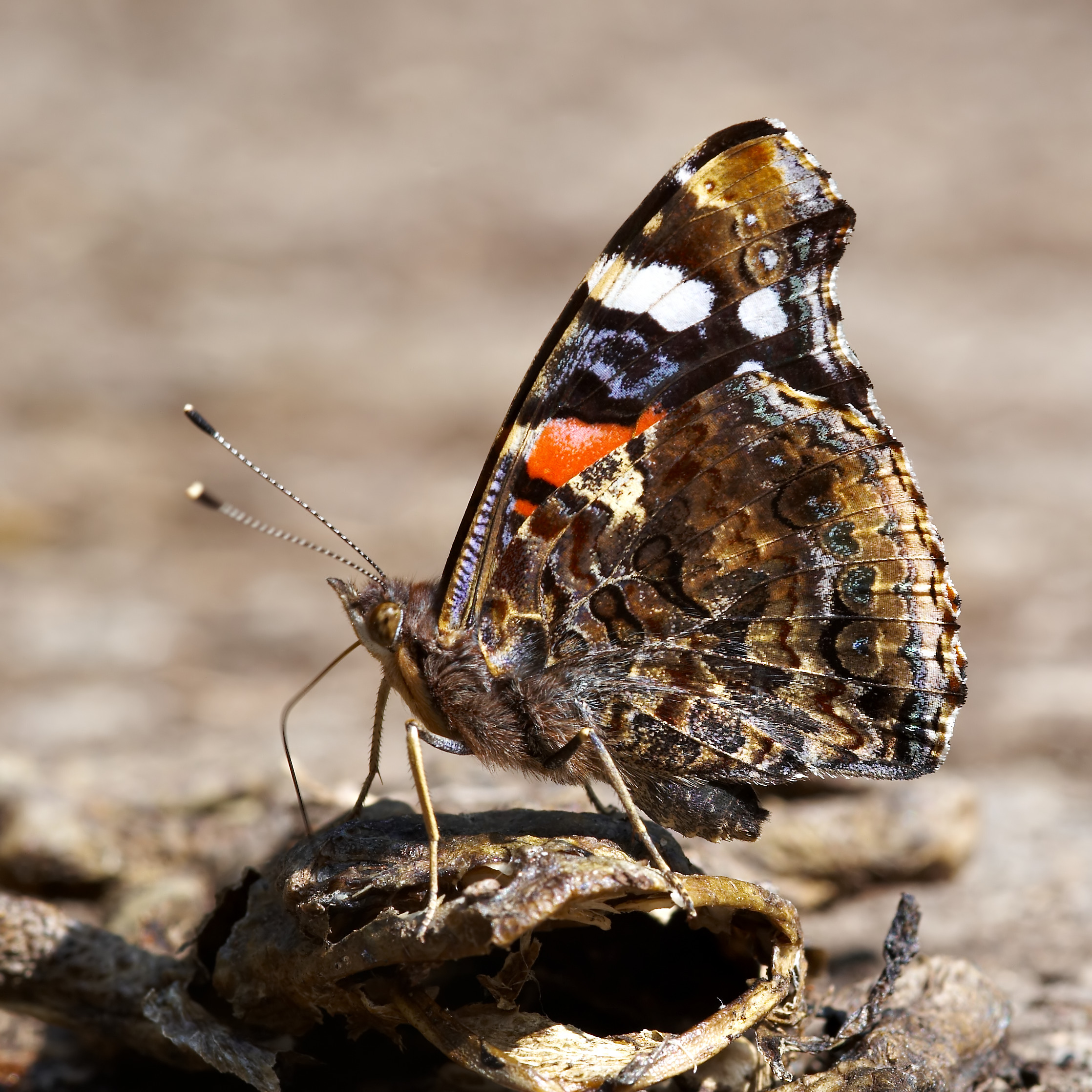
Falter saugt an einer toten Kröte

### Falter
Häufig kann man den Admiral auf Schmetterlingsflieder (Buddleja davidii), Brombeeren (Rubus fruticosus), Prächtige Fetthenne (Hylotelephium spectabile) oder Wasserdost (Eupatorium cannabinum) beobachten, im Herbst saugen sie auch gerne auf am Boden aufgeplatztem Fallobst und an Efeublüten (Hedera helix).

### Raupe
Die Raupen des Admirals ernähren sich in Mitteleuropa ausschließlich von der Großen Brennnessel (Urtica dioica). In den südlichen Verbreitungsgebieten fressen sie auch an den zu den Brennnesselgewächsen (Urticaceae) gehörenden Glaskräutern (Parietaria) wie Aufrechtes Glaskraut (P. officinalis), P. diffusa und P. debilis.
In Nordwestafrika sind Geschwänzte Brennnessel (U. membranacea), Pillen-Brennnessel (U. pilulifera), Kleine Brennnessel (U. urens) und Aufrechtes Glaskraut nachgewiesen, auf den Kanaren nur die Kleine Brennnessel und selten Parietaria-Arten.
In Nordamerika sind die folgenden Nahrungspflanzen nachgewiesen: Große Brennnessel mit den Unterarten gracilis und holosericea, Kleine Brennnessel, Bubikopf (Soleirolia soleirolii), Pennsylvanisches Glaskraut (Parietaria pennsylvanica), Parietaria floridani, Boehmeria cylindrica, Pipturus albidus, Laportea canadensis und Echter Hopfen (Humulus lupulus). Auf Hawaii ist Pipturus albidus nachgewiesen.

## Naturschutz

### Klimaveränderung
Zwischen 1976 und 1998 stiegen die Frühlingstemperaturen in Mittelengland um 1,5 Grad Celsius und die Sommertemperaturen um 1 Grad Celsius. Nach dieser 22 Jahre andauernden Erwärmung erschien der Admiral sechs Wochen früher im Jahr. Von 35 in Mittelengland untersuchten Schmetterlingsarten war die Veränderung der Flugdauer beim Admiral mit einem Anstieg um 39,8 Tage am deutlichsten. Diese Veränderungen in Bezug auf die Dauer der Wanderungen könnten zu einer Zunahme des Vorkommens des Admirals und einer Ausdehnung seines Verbreitungsgebiets nach Norden führen. Ein wärmeres Klima könnte dazu führen, dass mehr Zeit für die Partnersuche, die Eiablage und das Sammeln von Nektar zur Verfügung steht. Umgekehrt würden häufigere Dürreperioden im Zusammenhang mit dem Klimawandel die Überlebensrate der Eier verringern und zur Zerstörung von Lebensraum und Wirtspflanzen führen.

## Systematik
Der Admiral wurde von Linné 1758 als Papilio atalanta anhand eines Fundes in Schweden erstbeschrieben. Das Epitheton bezieht sich auf Atalante, eine jungfräuliche Jägerin und Tochter der Klymene aus der griechischen Mythologie.
Aufgrund der variablen Erscheinung der Falter wurden viele formale Namen vergeben, 26 Autoren haben 47 Namen für die zum Teil bemerkenswerten Aberrationen vergeben. Bis auf die Unterscheidung der Unterarten der Alten- und Neuen Welt haben diese sich als unbrauchbar erwiesen.

### Unterarten
- Vanessa atalanta atalanta (Linnaeus, 1758)
- Vanessa atalanta rubria (Fruhstorfer, 1909)

### Synonyme
- Papilio atalanta, Linnaeus, 1758
- Papilio atalanta, Fabricius, 1775
- Pyrameis atalanta, Doubleday, 1849
- Cynthia atalanta, Barnes and Benjamin, 1926

## Ähnliche Arten
- Kanarischer Admiral (Vanessa vulcania) (Godart, 1819) – Vorkommen auf den Kanarischen Inseln und in Spanien
- Indischer Admiral (Vanessa indica) (Herbst, 1794) – Die weißen Flecken auf dem Vorderflügel sind deutlich kleiner und das orange Band breiter. Er kommt von Nordindien über China bis Japan im Norden und Thailand, Vietnam und den Philippinen im Süden vor.

## Philatelie
Dieser Schmetterling erscheint auf mehreren philatelistischen Ausgaben:
   Kuba von 1997 (Nennwert: 65 c.).
   Deutsche Demokratische Republik (DDR) von 1964 (Nennwert: 10 Pf.).
Galerie Klicken Sie auf eine Miniaturansicht, um sie zu vergrößern.

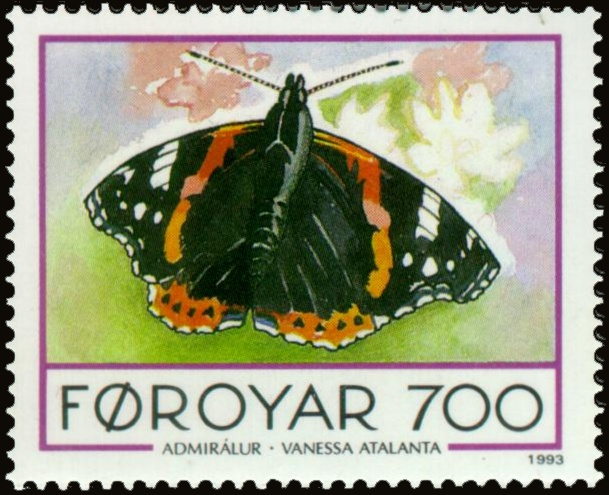
Färöer-Inseln
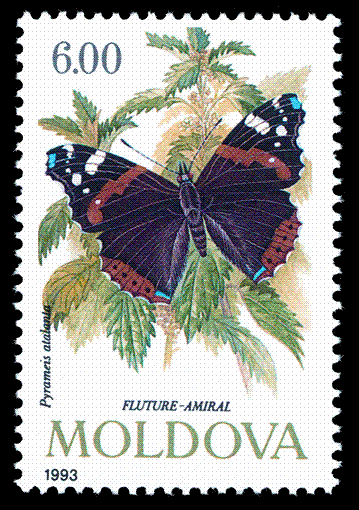
Republik Moldau